# روبرت تشابيل
روبرت تشابيل (بالإنجليزية: Robert Chappell)‏ هو كاتب سيناريو وكاتب ومصور سينمائي ومخرج أمريكي، ولد في 1952.

## وصلات خارجية
- روبرت تشابيل على موقع IMDb (الإنجليزية)
- روبرت تشابيل على موقع ألو سيني (الفرنسية)
- روبرت تشابيل على موقع أول موفي (الإنجليزية)
- روبرت تشابيل على موقع قاعدة بيانات الأفلام السويدية (السويدية)
- روبرت تشابيل على موقع قاعدة بيانات الفيلم (الإنجليزية)
- روبرت تشابيل على موقع كينوبويسك (الروسية)